# ذیخ
ذیخ (کفتار نر) یا آیوتا اژدها (ι Draconis) ستاره‌ای غول‌پیکر و نارنجی‌رنگ است که در صورت فلکی اژدها قرار دارد. ذیخ در نیمکره شمالی آسمان قابل مشاهده است. این ستاره در شمال دایره البروج قرار دارد که مسیر حرکت زمین به دور خورشید است.
این ستاره در فاصله حدود ۱۰۲٫۷ سال نوری از زمین واقع شده و با چشم غیرمسلح قابل مشاهده است. ذیخ به عنوان یک ستاره غول، از خورشید ما بزرگتر و درخشان‌تر است. دمای سطح آن در حدود ۴۵۰۰ کلوین تخمین زده می‌شود که نسبت به دمای سطح خورشید (حدود ۵۸۰۰ کلوین) کمتر است، به همین دلیل رنگ نارنجی‌قرمز دارد.
سرعت شعاعی آن ۱۹٫۱ کیلومتر بر ثانیه است که نشان می‌دهد در حال دور شدن از خورشید است. همچنین، این ستاره به سمت شمال و شرق آسمان در حال حرکت است. ذیخ کم‌نورترین ستاره‌ای است که رنگ آن در زمان‌های قبل از تلسکوپ گزارش شده است و به عنوان یک ستاره نارنجی-قرمز طبقه‌بندی شده است.
ذیخ به دلیل ویژگی‌های خاص خود، از جمله رنگ نارنجی‌قرمز، اندازه بزرگ و وضعیت دوتایی، مورد توجه ستاره‌شناسان و علاقه‌مندان به نجوم است.
ستارهٔ ذیخ با چشم غیرمسلح قابل مشاهده است و در فاصله حدود ۱۰۱٫۲ سال نوری از خورشید قرار دارد. در سال ۲۰۰۲، یک سیاره در حال گردش به دور این ستاره کشف شد که ابتدا با نام آیوتا اژدها b و بعدها هیپاتیا نامیده شد.
ذیخ ۱٫۸ برابر پرجرم‌تر، ۱۲ برابر بزرگ‌تر و ۵۵ برابر درخشان‌تر از خورشید ماست. طبقه‌بندی طیفی آن K2 III است که نشان می‌دهد یک ستاره غول‌پیکر نارنجی است. تخمین زده می‌شود که ذیخ حدود ۱٫۲ میلیارد سال سن دارد و مانند خورشید ما، با سرعت ۱٫۵ کیلومتر بر ثانیه به آرامی می‌چرخد.

## نام

محل ذیخ در پیکر اژدها.

در فرهنگ‌های باستانی، ذیخ به عنوان یکی از چشم‌های اژدها در نظر گرفته می‌شد. نام «ذیخ» از واژه عربی «الذیخ» به معنای «کفتار نر» یا کفتار پرمو گرفته شده است. این ستاره در زبان‌های غربی با نام "Edasich" نیز شناخته می‌شود که از همان واژهٔ عربی الذیخ آمده است.
نویسنده کتاب نفائس الفنون در مورد صورت فلکی هشتنبر (اژدها) نوشته است: «در جمله ثوابت کواکب او سی ویک اند و مجموع آن در نفس صورت واقع و در حوالی آن هیچ کوکبی از کواکب مرصوده نیست و عرب کوکبی را که بر زبان اوست رایض خوانند و چهار کوکب را که بر سرند عوائذ و در میانهٔ عوائذ ستارهٔ بسیار کوچکی باشد که آنرا ربع خوانند و بعضی رفد نیز گویند و دو ستارهٔ روشن را که در مؤخر او باشد ذئبین خوانند و دوی دگر را که پیش از ذئبین اند و روشنائی از ذئبین گیرند اظفار ذبات خوانند و ستاره ای که بر اصل ذنب اوست ذیخ خوانند و ذیخ به عربی کفتار پرمو است.»
اخترشناس انگلیسی، اسمیت (۱۷۸۸–۱۸۶۵)، این ستاره را با نام «Al Dhiba» از کره سماوی درسدن و بر اساس کارهای الغ‌بیگ، اخترشناس قرن پانزدهم میلادی، ذکر کرده است. اما ستاره‌شناس ایرانی قرن سیزدهم، زکریای قزوینی، آن را «الذیخ» به معنای «کفتار نر» نامیده بود که نام رایج امروزی این ستاره از آن گرفته شده است.
نام چینی ستاره ذیخ «زی وی زوو یوان یی» (Zǐ Wēi Zuǒ Yuán yī) است که به معنای «اولین ستاره دیوار چپ محوطه ممنوعه بنفش» است. این صورتواره چینی شامل ستاره‌های آیوتا، تتا (θ)، اتا (η)، زتا (ζ)، یوپسیلون (υ)، ۷۳، گاما (γ) و بتا (β) اژدها می‌شود. در چین، این ستاره با نام تسو چو «Tso Choo» به معنای «قطب چپ» نیز شناخته می‌شد.

## ویژگی‌های فیزیکی
ذیخ یک ستاره غول‌پیکر نارنجی تا قرمز است. درخشندگی آن ۶۶٫۰۸۵ برابر خورشید است و شعاع آن ۱۲٫۵۷ برابر خورشید است. جرم آن ۱٫۷۵ برابر جرم خورشید است. قدر ظاهری ذیخ ۳٫۲۹ است که نشان‌دهنده روشنایی آن از دید ناظر زمینی است. قدر مطلق آن ۰٫۸۳ است که روشنایی واقعی ستاره را نشان می‌دهد.
فلزینگی ذیخ ۰٫۱۵۰۰۰۰ است، به این معنی که ۱۵ درصد از جرم آن از عناصر سنگین‌تر از هیدروژن و هلیوم تشکیل شده است. سن این ستاره حدود ۱٫۷ میلیارد سال تخمین زده می‌شود.
ذیخ در اصل یک ستاره دوتایی است. این به این معنی است که در واقع دو ستاره هستند که به دور یک مرکز جرم مشترک می‌چرخند. ستاره اصلی، ذیخ A، یک غول نارنجی از نوع طیفی K2III است. همدم آن، ذیخ B، یک ستاره کوتوله از نوع طیفی K است که بسیار کم‌نورتر از ستاره اصلی است و به همین دلیل مشاهده آن دشوار است.
آیوتا اژدها بزرگتر و پرجرم‌تر از خورشید است. جرم آن ۱٫۶ برابر و شعاع آن نزدیک به ۱۲ برابر خورشید است. این ستاره یک ستاره تکامل یافته است که هیدروژن موجود در هسته خود را تمام کرده و در حال حاضر در مرحله غول سرخ است و هیدروژن را در پوسته‌ای اطراف هسته هلیومی خود می‌سوزاند. با یک پوشش خارجی گسترش یافته، بیش از ۵۰ برابر درخشندگی خورشید را با دمای مؤثر ۴۵۰۴ کلوین تابش می‌کند. این دما به آن رنگ نارنجی می‌دهد که مشخصه ستاره‌های نوع K است. همچنین، این ستاره با سرعت آرامی در حال چرخش است و دوره چرخش آن حدود ۴۳۴ روز است و حدود ۲٫۵ میلیارد سال سن دارد.
در گذشته، تصور می‌شد که درخشندگی آیوتا اژدها متغیر است. با این حال، مشخص شده است که این ستاره دارای درخشندگی ثابتی در حدود ۰٫۰۰۴ قدر است. از این رو، از سال ۲۰۱۰، تغییرپذیری آن تأیید نشده باقی مانده است. تابش بیش از حد پرتو فروسرخ در طول موج ۷۰ میکرومتر نشان دهنده وجود یک قرص گرد و غبار در اطراف ستاره است؛ چیزی که ستاره‌شناسان آن را قرص باقی مانده می‌نامند.
با توجه به جرم و نوع آن، احتمالاً ذیخ در نهایت به یک سحابی سیاره‌نما تبدیل می‌شود و سپس به یک کوتوله سفید تبدیل خواهد شد.

## سیاره‌ها

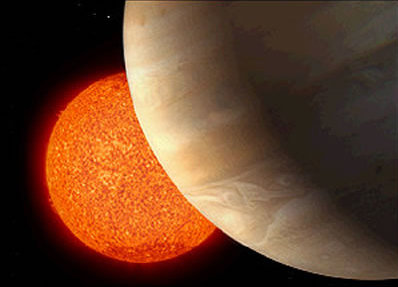
آیوتا اژدها

ذیخ دارای دو سیاره فراخورشیدی به نام‌های HIP 75458 b و HIP 75458 c است.
ذیخ خاستگاه اولین سیاره فراخورشیدی کشف شده است که به دور یک ستاره غول پیکر می‌چرخد. این کشف که در سال ۲۰۰۲ انجام شد، جالب بود زیرا منطقه قابل سکونت برای یک ستاره غول پیکر بزرگ است و شانس معقولی وجود دارد که یک سیاره در آن قرار بگیرد. منطقه قابل سکونت ذیخ بین ۶٫۸ تا ۱۳٫۵ واحد نجومی گسترش می‌یابد و سیاره فراخورشیدی آن (ذیخ-b، با نام هیپاتیا) با نیم محور اصلی ۱٫۴۵ واحد نجومی می‌چرخد، که آن را خیلی نزدیک به ستاره مادر قرار می‌دهد. ذیخ-c که در سال ۲۰۲۱ کشف شد، با فاصله نیم محور اصلی مداری ۱۹٫۴ واحد نجومی، خارج از محدوده قابل سکونت قرار دارد.
وجود تابش فروسرخ اضافی از این سیستم، نشان‌دهنده وجود یک قرص باقی مانده در اطراف ستاره است.